# Komodomys rintjanus
Genre
Espèce
Statut de conservation UICN

 VU D2 : Vulnérable
Komodomys rintjanus est la seule espèce du genre Komodomys. C'est un rongeur de la sous-famille des Murinés.
C'est une espèce considérée comme vulnérable.

## Publications originales
- Sody, 1941 : On a collection of rats from the Indo-Malayan and Indo-Australian regions. Treubia, vol. 18, p. 255-325.
- Musser & Boeadi, 1980 : A new genus of murid rodent from the Komodo Islands in Nusatenggara, Indonesia. Journal of Mammalogy 61-3 p. 395–413.